# أنور حسونة
أنور حسونة (14 يونيو 1916 - 29 أغسطس 2014) ممثل مصري.

## حياته ونشأته
من مواليد 14 يونيو 1916، وبدأ نشاطه الفني في الخمسينيات وعمل في السينما والتليفزيون وادى دور الموظف والمحتال والجرسون والمحامى. كانت آخر أعماله مسلسل «ومضى عمري الأول» عام 2006 مع أبو بكر عزت وتهاني راشد ووحيد سيف. امتدت فترة نشاطه الفني من عام 1950 إلى عام 2006، وعلى مدار 56 سنة اشترك في 119 عملاً.
توفي أنور حسونة في 29 أغسطس 2014 إثر التهاب في الرئة عن عمر يناهز 98 سنة.

## أهم أعماله
فيلم «مغامرات خضرة» للمخرج السيد زيادة، عام 1950
مسلسل «دموع في عيون وقحة» للمخرج يحيى العلمي، عام 1980
مسلسل «ليالي الحلمية ج3» للمخرج إسماعيل عبد الحافظ، عام 1990
مسلسل «الوسية» للمخرج إسماعيل عبد الحافظ، عام 1990
فيلم «أيام السادات» للمخرج محمد خان، عام 2001

## وصلات خارجية
- أنور حسونة على موقع IMDb (الإنجليزية)
- أنور حسونة على موقع الدهليز
- أنور حسونة على موقع قاعدة بيانات الأفلام العربية
- أنور حسونة على الدهليز
- أنور حسونة على كاروهات